# Guy Moon
Guy Vernon Moon (geboren op 7 februari 1962 in Fort Atkinson, Wisconsin) is een Amerikaans componist. Hij heeft gewerkt voor veel geanimeerde televisieseries, waaronder Johnny Bravo, Cow and Chicken, De Grimmige Avonturen van Billy en Mandy, Jimmy Neutron, The Fairly OddParents, Danny Phantom, SpongeBob SquarePants, en recenter Tak en de kracht van Juju, Back at the Barnyard en T.U.F.F. Puppy. Ook heeft hij enkele afleveringen van The Fairly OddParents een kleine rol ingesproken.